# Шумовська-Гораїн Олександра
Шумовська-Гораїн Олександра (1896–1985), педагог музики родом з Рівненської області, Дубенського району, села Мирогоща. Музичну освіту здобула у Варшавській і Паризьній консерваторіях. З 1920-их у Парижі на педагогічній роботі, 1927 організувала жіночий квартет «Quatuor Vocal „Lei“», з яким 12 років концертувала по Франції, Бельгії, Іспанії та Голландії. У репертуарі, серед інших, українські твори. Автор п'єс для жіночих голосів та дітей, фортепіанових творів (на 4 руки) та творів церковної музики.